# National Provincial Bank
National Provincial Bank var en brittisk storbank, grundad 1833 under namnet National Provincial Bank of England, och blev aktiebolag 1880.
Utmärkande för National Provincial Bank var att man redan från början inriktade sig på att vara inte endast en lokal bank. Redan efter 12 år hade den övertagit ett 30-tal privatbanker och förskaffat sig ett utvecklat filialnät över hela södra och västra England. Den utvecklade sig efterhand även mot norr, och då den 1865 skaffade sig kontor i London med uppgivande av sin sedelutgivningsrätt, omfattade dess kontorsnät hela England. Ända fram till sekelskiftet 1900 intog den sedan en ledande ställning bland Englands banker. Även om den senare blev passerad av flera expanderande banker, fortsatte den att grunda nya bankfilialer.
1918 genomförde National Provincial Bank sin största fusion genom att förena sig med Union of London & Smiths Bank, vars första ursprung gick tillbaka till 1839 och var den sjunde största av Englands banker. Under de följande åren genomförde National Porvincial Bank ytterligare ett tiotal fusioner med mindre institutioner. 1933 ägde  National Provincial Bank över 1 350 egna kontor i England och Wales och var dessutom delägare i Yorkshire Penny bank.
Genom förbindelser med ett stort antal utländska banker var den indirekt representerad över hela världen. 1917 köpte man halva aktiekapitalet i Lloyds Bank och skaffade sig därtill ett betydande aktieinnehav i Bank of Britsh West Afrika.
1970 gick man upp i National Westminster Bank.